# ロックマンエグゼ WS
『ロックマンエグゼ WS（ロックマンエグゼ ワンダースワン）』は2003年2月8日に発売されたワンダースワンカラー対応のアクションゲームである。
本作はバンダイがカプコンからのライセンス許諾を受けて発売したものである。そのため、カプコンの作品リストには本作が収録されていない。

## 概要
ロックマンエグゼ トランスミッションと同様の、2Dスクロールアクションゲーム。ウィルスやナビの動き、バトルチップなどの性能は、システムに合わせ変更してある。ストーリーの内容は原作ともアニメとも繋がりは無い。
基本アクション
初代ロックマンシリーズ同様のジャンプ、ショット、ハシゴの昇降、さらにスライディング、チャージショットが可能。
バトルチップ

ステージ構成
全6ステージだが、内4つ（ステージ2～5）はそれぞれ2つずつ存在し、開始直後のルート分岐でどちらに挑むかを選択する。またステージ6は他のステージの2倍の長さとなっており、ステージ中番でもボス戦がある。そして1度クリアしたデータで最初から始めると、7つ目の隠しステージが登場する。
なお、各ステージのバックストーリーは、アニメ版のストーリーをモチーフにしたものとなっている（ステージ6以降はオリジナル）。
クリア率
バトルチップやスタイルの取得度合いはゲーム中で「クリア率」として現わされる。クリア率を100%にすると、下記の「EXモード」で「EXハード」の難易度が選択できるようになる。
EXモード（エクストラモード）
ステージ7をクリアすると、エンディング後にタイトル画面からボスキャラクターと連戦する「EXモード」が選択可能となる。
「プラクティス」「エクストラ」「ハード」で難易度が異なり、クリア率を100%にしていると選択できる「EXハード」では、最後にフォルテが出現する。

## ボスキャラクター
- ファイアマン
- エレキマン
- カラードマン
- マジックマン
- ファラオマン
- ボンバーマン
- スネークマン
- ブルース
- ドリームウィルス
- ゴスペル
- フォルテ

## スタイルチェンジ
ある条件を満たすと、ロックマンの外見と性能が変化する。
ヒートガッツスタイル
溜めうちは前方の中距離まで伸びる炎を放つ「ヒートバーナー」。
アクアカスタムスタイル
溜めうちは前方に泡型の弾を放つ「バブルショット」。
エレキブラザースタイル
溜めうちは前方に電気の輪を放つ「ラビリング」。
ウッドシールドスタイル
溜めうちは近距離に竜巻を発生させる「コガラシ」。
サイトスタイル